# Batalla de Emaús
La Batalla de Emaús (165 a. C.) enfrentó a los rebeldes asmoneos de Judea, liderados por Judas Macabeo, con la tercera expedición seléucida de Antíoco IV Epífanes, dirigida por Lisias y su general Gorgias. Los helenos fueron derrotados y huyeron de regreso a Siria.
Gorgias estableció su campamento junto a Emaús, en la frontera occidental de Judea, mientras Judas acampaba en Masfá, al norte de Jerusalén. Gorgias dirigió una expedición de 5.000 hombres y 1.000 jinetes con la intención de tomar a los judíos por sorpresa y derrotarles en un ataque nocturno, pero los exploradores de Judas le avisaron, de modo que este abandonó el campamento y se dirigió a Emaús. Allí se lanzó sobre el resto del confiado ejército de Gorgias, causándole hasta tres mil bajas y obligándoles a huir. Después contuvo a sus hombres para que formaran en orden de batalla antes de saquear el campamento. Cuando Gorgias regresó, al ver que no había nadie en el campamento judío, se encontró su propio campamento arrasado y el ejército de Judas en formación, de modo que decidió huir a la ciudad de Yamnia.